# Pseudoromicia rendalli
Pseudoromicia rendalli (Thomas, 1889) è un pipistrello della famiglia dei Vespertilionidi diffuso nell'Africa subsahariana.

## Descrizione

### Dimensioni
Pipistrello di piccole dimensioni, con la lunghezza totale tra 70 e 102 mm, la lunghezza dell'avambraccio tra 29 e 37 mm, la lunghezza della coda tra 30 e 41 mm, la lunghezza del piede tra 7 e 10 mm, la lunghezza delle orecchie tra 8 e 14 mm e un peso fino a 9 g.

### Aspetto
La pelliccia è corta e lanuginosa. Le parti dorsali sono marroni chiare con la base dei peli più scura, mentre le parti ventrali sono color crema, biancastre o grigio chiare. Il muso è corto e largo, con due masse ghiandolari sui lati. Le orecchie sono triangolari, marroni chiare e con l'estremità arrotondata. Il trago è lungo circa la metà del padiglione auricolare, largo al centro e con la punta arrotondata, con il margine anteriore dritto, quello posteriore leggermente convesso e con un piccolo lobo triangolare alla base. Le membrane alari sono bianche e semi-trasparenti. La coda è lunga ed inclusa completamente nell'ampio uropatagio. Il calcar è fornito di un lobo terminale. Il cariotipo è 2n=38 FNa=50.

### Ecolocazione
Emette ultrasuoni ad alta intensità sotto forma di impulsi a frequenza modulata iniziale di 76 kHz e finale di 42–44 kHz.

## Biologia

### Comportamento
Si rifugia nel denso fogliame di arbusti e alberi, tra le fronde di palme del genere Hyphaene, nelle capanne e nelle case. Il volo è lento, poco manovrato ma con scatti repentini.

### Alimentazione
si nutre di piccoli insetti come falene, coleotteri, scarafaggi e ortotteri catturati a 2 metri dal suolo, in prossimità di edifici o su paludi, stagni e fiumi. L'attività predatoria inizia presto la sera.

### Riproduzione
Danno alla luce due piccoli alla volta l'anno. Femmine gravide e che allattavano sono state catturate in Sudafrica nel mese di dicembre, altre che allattavano in aprile nel Malawi mentre dei giovani con le proprie madri sono stati osservati a fine aprile nella Repubblica Democratica del Congo.

## Distribuzione e habitat
Questa specie è diffusa nell'Africa subsahariana dal Gambia alla Somalia ad est fino alla provincia sudafricana nord-orientale del KwaZulu-Natal e alla Repubblica Democratica del Congo meridionale.
Vive nelle savane alberate e nelle foreste pluviali degradate fino a 1.480 metri di altitudine.

## Tassonomia
Sono state riconosciute 2 sottospecie:
- P.r.rendalli: Gambia, Senegal, Sierra Leone, Liberia, Costa d'Avorio, Mali meridionale, Ghana, Togo, Benin, Nigeria, Camerun settentrionale, Ciad sud-occidentale, Repubblica Centrafricana, Repubblica Democratica del Congo occidentale;
- P.r.phasma (G. M. Allen, 1911): Sudan meridionale, Sudan del Sud, somalia, Kenya, Uganda meridionale, Repubblica Democratica del Congo nord-orientale e meridionale, Tanzania nord-orientale, Mozambico, Malawi meridionale, Zambia, Botswana settentrionale, provincia sudafricana del KwaZulu-Natal.

## Conservazione
La IUCN Red List, considerato il vasto areale e la popolazione presumibilmente numerosa, classifica P.rendalli come specie a rischio minimo (Least Concern)).